# Parking Lot
«Parking Lot» —en español: «Estacionamiento»— es una canción del género R&B de la cantante luso-canadiense Nelly Furtado, incluida en su quinto álbum de estudio The Spirit Indestructible. La canción fue escrita por Furtado y fue lanzada el 18 de septiembre de 2012 como tercer sencillo. 

## Lanzamiento
El sencillo se lanzó mediante la descarga digital y Sencillo en CD el 18 de septiembre de 2012 en iTunes.

## Video musical

### Sinopsis
En él, podemos ver a Nelly Furtado saliendo de un automóvil estacionado junto a cientos más de estos en un estacionamiento, es allí donde junto a sus amigos y amigas comienza a bailar en este lugar al ritmo de la música.

## Críticas
La canción recibió críticas en su mayoría positivas. 

## Formatos
- Descarga digital[1]

1. "Parking Lot" (Radio Edit) - 3:34
2. "Parking Lot" (Extended Version) - 5:25
3. "Spirit Indestructible" (Music Video) - 3:34

## Posiciones en listas
| Estados Unidos | Dance Pop Songs       | 36  |
| Italia         | Italian Singles Chart | 87  |
| Brasil         | Brasil Hot 100        | 85  |
| Chile          | Chilean Hot 200       | 177 |